# ام‌سی‌پی آلتونا
ام‌سی‌پی آلتونا (به انگلیسی: MCP Altona) یک کشتی است که طول آن 117 m می‌باشد. این کشتی در سال ۲۰۰۷ ساخته شد.